# ODROID
ODROID es una familia de ordenadores monoprocesador y tabletas creados por Hardkernel, una compañía de hardware libre con base en Corea del Sur. Si bien el nombre 'ODROID' es una combinación de 'Open' (abierto) y 'Droid', el hardware no es realmente abierto dado que la propiedad intelectual de algunas partes del diseño pertenece a la compañía. Muchos sistemas ODROID pueden no sólo correr Android, sino también distribuciones Linux de uso común.

## Hardware
Hardkernel ha lanzado diversos modelos de ODROID. La primera generación empezó a comercializarse en 2009, seguida por modelos con especificaciones más altas. Las placas actuales se venden a 35$ la C1+, 46$ la C2 y $49 la XU4 (precios en USD).
Los modelos C y N incluyen un SoC de Amlogic, mientras que los modelos XU, HC y MC llevan Exynos. En ambos casos las placas van dotadas de una CPU ARM y una GPU integrada. Las arquitecturas de CPU incluyen ARMv7-A y ARMv8-A, mientras que la capacidad de memoria está entre 1 y 4 GB de RAM. Para almacenar el sistema operativo y la memoria de los programas se emplean tarjetas SD, pudiendo ser de tamaño SDHC o MicroSDHC. La mayoría de placas disponen de entre tres y cinco puertos USB combinando 2.0 y 3.0, salida HDMI y jack de audio de 3.5 mm. La salida a bajo nivel está a cargo de varios pins GPIO que soportan protocolos comunes, tales como I²C. Los modelos actuales cuentan con un puerto Gigabit Ethernet (8P8C) y un zócalo para un módulo eMMC.

### Especificaciones
| Nombre          | Lanzamiento | CPU | GPU                                                                   | RAM                                                                                | Almacenamiento                                                   | USB                                                     | Salida de vídeo                                                                                           | Entrada de audio | Salida de audio                | Red                                                         | Periféricos                                                                              | Alimentación    | Medidas de PCB  |
| --------------- | ----------- | --- | --------------------------------------------------------------------- | ---------------------------------------------------------------------------------- | ---------------------------------------------------------------- | ------------------------------------------------------- | --- | ---------------- | ------------------------------ | ----------------------------------------------------------- | ---------------------------------------------------------------------------------------- | --------------- | --------------- |
| ODROID          | 2009        | Samsung S5PC100 single-core a 833MHz, Cortex-A8                                                                    | PowerVR SGX535 a 100MHz                                               | 512MB DDR2                                                                         |                                                                  |                                                         | Conector miniHDMI                                                                                         | Micrófono        | Jack 3.5mm                     | Marvell 88W8686 (WiFi) CSR BC4-ROM (Bluetooth)              | Acelerómetro de 3 ejes                                                                   |                 |                 |
| ODROID-T        | 2010        | Samsung S5PC110 (Exynos 3110) single-core a 1GHz, Cortex-A8                                                        | PowerVR SGX540 a 200MHz                                               |                                                                                    | Ranura para tarjetas SD                                          | 1x USB 2.0                                              | HDMI |                  | Jack 3.5mm                     |                                                             |                                                                                          |                 |                 |
| ODROID-S        | 2010        | Samsung S5PC110 (Exynos 3110) single-core a 1GHz, Cortex-A8                                                        | PowerVR SGX540 a 200MHz                                               |                                                                                    |                                                                  |                                                         | |                  |                                |                                                             |                                                                                          |                 |                 |
| ODROID-7        | 2010        | Samsung S5PC110 (Exynos 3110) single-core a 1GHz, Cortex-A8                                                        | PowerVR SGX540 a 200MHz                                               |                                                                                    | Ranura para tarjetas microSD                                     | 1x USB 2.0                                              | HDMI |                  | Jack 3.5mm                     |                                                             |                                                                                          | 5V / 2A         |                 |
| ODROID-A        | 2011        | Samsung Exynos 4210 dual-core a 1GHz, Cortex-A9                                                                    | Mali-400 MP4 quad-core                                                | 1GB LPDDR2 a 800MHz                                                                |                                                                  |                                                         | |                  |                                | Módem 3G integrado                                          | Acelerómetro de 9 ejes                                                                   |                 |                 |
| ODROID-PC       | 2011        | Samsung Exynos 4210 dual-core a 1GHz, Cortex-A9                                                                    | Mali-400 MP4 quad-core                                                | 1GB LPDDR2 a 800MHz                                                                | Interfaz SATA2 a 3.0 Gb/s                                        | 2x USB 2.0                                              | microHDMI                                                                                                 |                  | Jack 3.5mm                     | WiFi 802.11bgn + Bluetooth 2.1+EDR Puerto LAN de 10/100Mbps |                                                                                          |                 |                 |
| ODROID-A4       | 2012        | Samsung Exynos 4210 dual-core a 1GHz, Cortex-A9                                                                    | Mali-400 MP4 quad-core                                                | 1GB LPDDR2 a 800MHz                                                                | Ranura para tarjetas microSD                                     |                                                         | microHDMI                                                                                                 |                  | Jack 3.5mm                     |                                                             | Acelerómetro de 9 ejes Sensor de luz ambiental                                           |                 |                 |
| ODROID-Q        | 2012        | Samsung Exynos 4412 quad-core a 1.4GHz, Cortex-A9                                                                  | Mali-400 MP4 quad-core                                                | 1GB LPDDR2 a 800MHz                                                                | Ranura para tarjetas microSD eMMC preincluida de 16GB            |                                                         | microHDMI                                                                                                 | Jack 3.5mm       | Módem 3G integrado             |                                                             |                                                                                          |                 |                 |
| ODROID-Q2       | 2012        | Samsung Exynos 4412 Prime quad-core a 1.7GHz, Cortex-A9                                                            | Mali-400 MP4 quad-core a 440MHz                                       | 2GB LPDDR2 a 880MHz                                                                | Ranura para tarjetas microSD eMMC preincluida de 16GB            |                                                         | microHDMI                                                                                                 | Jack 3.5mm       | Módem 3G integrado             |                                                             |                                                                                          |                 |                 |
| ODROID-X        | 2012        | Samsung Exynos 4412 quad-core a 1.4GHz, Cortex-A9                                                                  | Mali-400 MP4 quad-core                                                | 1GB LPDDR2 a 800MHz                                                                | Ranura para tarjetas SD                                          | 6x USB 2.0 1x microUSB Host                             | microHDMI                                                                                                 | Jack 3.5mm       | Jack 3.5 mm                    | Puerto LAN de 10/100Mbps                                    | Puertos GPIO, UART, I²C, bus SPI                                                         | 5V / 2A         | 90 × 94 mm      |
| ODROID-X2       | 2012        | Samsung Exynos 4412 Prime quad-core a 1.7 GHz, Cortex-A9                                                           | Mali-400 MP4 quad-core a 440 MHz                                      | 2 GB LPDDR2 a 880MHz                                                               | Ranura para tarjetas SD                                          | 6x USB 2.0 1x microUSB Host                             | microHDMI                                                                                                 | Jack 3.5mm       | Jack 3.5 mm                    | Puerto Ethernet 10/100Mbps                                  | Puertos GPIO, UART, I²C, bus SPI                                                         | 5V / 2A         | 90 × 94 mm      |
| ODROID-U2       | 2012        | Samsung Exynos 4412 Prime quad-core a 1.7 GHz, Cortex-A9                                                           |                                                                       |                                                                                    | Ranura para tarjetas microSD, zócalo para módulo eMMC            | 2x USB 2.0 1x microUSB (para ADB/almacenamiento masivo) | microHDMI                                                                                                 | Micrófono        | Jack 3.5mm y HDMI              | Puerto Ethernet 10/100Mbps                                  |                                                                                          | 5V / 2A         | 48 × 52 mm      |
| ODROID-U3       | 2012        | Exynos 4412 Primer a 1.7 GHz                                                                                       | Mali-400 MP4 quad-core a 533 MHz                                      | 2 GB LPDDR2                                                                        | Ranura para tarjeta microSD Zócalo para módulo eMMC              | 3x USB 2.0 1x microUSB (ADB/Almacenamiento masivo)      | microHDMI                                                                                                 |                  | Jack de audio de 3.5 mm y HDMI | Puerto LAN de 10/100Mbps                                    | Puertos de expansión para GPIO, UART, I²C, bus SPI, PWM ADC y LCD                        | 5V / 2A         | 83 × 48 mm      |
| ODROID-XU       | 2013        | CPUs Exynos 5410 Octa big.LITTLE ARM Cortex-A15 a 1.6 GHz quad-core y ARM Cortex-A7 @ 1.2 GHz quad-core            | PowerVR SGX544MP3 (OpenGL ES 2.0, OpenGL ES 1.1 y OpenCL 1.1 EP)      | 2 GB de LPDDR3 PoP (Package on Package)                                            | Ranura para tarjeta microSD, zócalo para módulo eMMC 4.5         | 4x USB 2.0 1x USB 3.0 1x OTG USB 3.0                    | Salida HDMI 1.4a tipo D, puertos MIPI DSI y táctil I²C                                                    |                  | Jack de 3.5 mm y HDMI          | Puerto Ethernet de 10/100Mbps                               | Puertos de expansión para GPIO, bus SPI, PWM                                             | 5V / 4A         |                 |
| ODROID-XU+E     | 2013        | |                                                                       |                                                                                    |                                                                  |                                                         | |                  |                                |                                                             |                                                                                          |                 |                 |
| ODROID-XU3      | 2014        | CPUs Exynos 5422 Octa big.LITTLE ARM Cortex-A15 a 2.0 GHz (1.8 GHz en modelo Lite) quad-core y Cortex-A7 quad-core | Mali-T628 MP6 (OpenGL ES 3.0/2.0/1.1 y OpenCL 1.1 de perfil completo) | 2 GB de RAM LPDDR3 a 933 MHz (14.9 GB/s de ancho de banda), apilada en formato PoP | Ranura para tarjeta microSD, almacenamiento Flash eMMC5.0 HS400  |                                                         | Conector de salida Micro HDMI 1.4a tipo D, Herramienta integrada para monitorización de consumo eléctrico |                  | Jack 3.5 mm y HDMI             | Ethernet 10/100 (8P8C)                                      | Puertos de expansión GPIO, UART, I²C, bus SPI, PWM ADC y LCD                             | 5V / 4A         | 94 × 70 × 18 mm |
| ODROID-W        | 2014        | Broadcom BCM2835 ARM11 @ 700 MHz                                                                                   | Broadcom VideoCore IV                                                 | 512 MB de SDRAM DDR2                                                               | Ranura para tarjetas microSD, zócalo para módulo eMMC            |                                                         | Conector de salida HDMI 1.4a tipo D                                                                       |                  |                                |                                                             | Puertos de expansión para GPIO, entrada MIPI para cámara, PWM ADC y reloj en tiempo real | 5V              | 60 x 36 mm      |
| ODROID-C0       | 2014        | |                                                                       |                                                                                    |                                                                  |                                                         | |                  |                                |                                                             |                                                                                          |                 |                 |
| ODROID-C1       | 2014        | Amlogic S805, 4× Cortex-A5 @ 1.5 GHz                                                                               | Mali-450 MP2                                                          | 1 GB DDR3 SDRAM                                                                    | Ranura para tarjetas microSD, zócalo para módulo eMMC            |                                                         | Conector Micro HDMI tipo D                                                                                | —                | —                              | Ethernet 10/100/1000 (8P8C)                                 | Puertos de expansión para consola UART, receptor IR, GPIO, I²C, SPI, ADC                 | 5V / 2A         | 85 × 56 mm      |
| ODROID-C1+      | 2014        | Amlogic S805, 4× Cortex-A5 @ 1.5 GHz                                                                               | Mali-450 MP2                                                          | 1 GB DDR3 SDRAM                                                                    | Ranura para tarjetas microSD, zócalo para módulo eMMC            | Conector estándar HDMI tipo A                           | 5V | —                | —                              | Ethernet 10/100/1000 (8P8C)                                 | Puertos de expansión para consola UART, receptor IR, GPIO, I²C, SPI, ADC                 |                 | 85 × 56 mm      |
| ODROID-XU4      | 2015        | CPUs Exynos 5422 Octa big.LITTLE ARM Cortex-A15 @ 2.0 GHz quad-core y Cortex-A7 quad-core                          | Mali-T628 MP6 (OpenGL ES 3.0/2.0/1.1 y OpenCL 1.1 de perfil completo) | 2 GB de RAM LPDDR3 a 933 MHz (14.9 GB/s de ancho de banda) apilada en formato PoP  | Ranura para tarjeta microSD, almacenamiento Flash eMMC 5.0 HS400 |                                                         | Conector de salida HDMI 1.4a tipo A                                                                       |                  | HDMI                           | Ethernet 10/100/1000 (8P8C)                                 | Puertos de expansión para GPIO, UART, I²C, I²S, bus SPI, PWM ADC                         | 5V / 4A 5V / 6A | 83 x 59 x 18 mm |
| ODROID-XU4Q     | 2015        | CPUs Exynos 5422 Octa big.LITTLE ARM Cortex-A15 @ 2.0 GHz quad-core y Cortex-A7 quad-core                          | Mali-T628 MP6 (OpenGL ES 3.0/2.0/1.1 y OpenCL 1.1 de perfil completo) | 2 GB de RAM LPDDR3 a 933 MHz (14.9 GB/s de ancho de banda) apilada en formato PoP  | Ranura para tarjeta microSD, almacenamiento Flash eMMC 5.0 HS400 |                                                         | Conector de salida HDMI 1.4a tipo A                                                                       |                  | HDMI                           | Ethernet 10/100/1000 (8P8C)                                 | Puertos de expansión para GPIO, UART, I²C, I²S, bus SPI, PWM ADC                         | 5V / 4A 5V / 6A | 83 x 59 x 18 mm |
| ODROID-C2       | 2016        | Amlogic S905, Cortex-A53 (ARMv8 64bit) quad-core @ 1.5 GHz                                                         | ARM Mali-450 MP3 (3 Pixel +2 Vertex Shader) triple-core               | 2 GB de SDRAM DDR3 a 912 MHz                                                       | Ranura para tarjeta microSD, zócalo para módulo eMMC             |                                                         | Conector HDMI 2.0 4K/60 Hz tipo A                                                                         | —                | HDMI                           | Ethernet 10/100/1000 (8P8C)                                 | Puertos de expansión para consola UART, receptor IR, GPIO de 40 pines, I²C, ADC          | 5V / 2A         | 85 × 56 mm      |
| ODROID-HC1      | 2017        | Samsung Exynos 5422 octa-core a 2GHz, Cortex A15+A7                                                                |                                                                       |                                                                                    |                                                                  |                                                         | |                  |                                |                                                             |                                                                                          |                 |                 |
| ODROID-HC2      | 2017        | Samsung Exynos 5422 octa-core a 2GHz, Cortex A15+A7                                                                |                                                                       |                                                                                    |                                                                  |                                                         | |                  |                                |                                                             |                                                                                          |                 |                 |
| ODROID-MC1 Solo | 2017        | Samsung Exynos 5422 octa-core a 2GHz, Cortex A15+A7                                                                |                                                                       |                                                                                    |                                                                  |                                                         | |                  |                                |                                                             |                                                                                          |                 |                 |
| ODROID-H2       | 2018        | Intel Celeron J4105 quad-core a 2.3GHz, x86                                                                        | Intel UHD Graphics 600                                                | Memoria DDR4-PC19200 (2400MHz) instalable por el usuario con un máximo de 8GB      | Zócalo eMMC Conector NVMe 2 puertos SATA 3.0                     | 2x USB 2.0 2x USB 3.0                                   | Conectores HDMI 2.0 tipo A y DisplayPort 1.2 Ambos a 4K@60Hz                                              | Jack 3.5mm       | Jack 3.5mm, S/PDIF             | 2 puertos Ethernet de 10/100/1000Mbps                       |                                                                                          | 15V / 4A        | 110mm x 110mm   |
| ODROID-N2       | 2019        | Amlogic S922X hexa-core                                                                                            |                                                                       | 2 GB 4 GB                                                                          | Chip SPI de 8MB Zócalo eMMC, Ranura para tarjetas microSD        | 4x USB 3.0 1x USB 2.0 OTG                               | HDMI 2.0 y conector RCA                                                                                   |                  |                                | LAN de 10/100/1000Mbps                                      |                                                                                          |                 |                 |
| Nombre          | Año         | CPU | GPU                                                                   | RAM                                                                                | Almacenamiento                                                   | USB                                                     | Salida de vídeo                                                                                           | Entrada de audio | Salida de audio                | Red                                                         | Periféricos                                                                              | Alimentación    | Tamaño de PCB   |

## Software

### Sistemas operativos
| Nombre     | Audiencia              | Kernel  | Espacio de usuario | C2 | XU4 | U2 | U3 |
| ---------- | ---------------------- | ------- | ------------------ | -- | --- | -- | -- |
| Android    | Móvil/HTPC             | Linux   | Android            | Sí | Sí  | Sí | Sí |
| Arch Linux | Escritorio/Servidor    | Linux   | GNU/Arch           | Sí | Sí  | Sí | Sí |
| Armbian    | Escritorio/Servidor    | Linux   | GNU/Debian         | Sí | Sí  | ?  | ?  |
| Fedora     | Escritorio/Servidor    | Linux   | GNU/Fedora         | No | No  | ?  | ?  |
| Genode     | OS Framework           | base-hw | Genode             | No | No  | ?  | ?  |
| Happi      | Juegos                 | Linux   | GNU/Debian         | No | No  | ?  | ?  |
| Kali Linux | Ensayos de penetración | Linux   | GNU/Debian         | Sí | Sí  | ?  | ?  |
| Lakka      | Juegos                 | Linux   | GNU/Arch           | Sí | Sí  | ?  | ?  |
| LibreELEC  | HTPC                   | Linux   | Kodi               | Sí | No  | ?  | ?  |
| NetBSD     | Escritorio/Servidor    | BSD     | BSD                | No | No  | ?  | ?  |
| Retropie   | Juegos                 | Linux   | GNU/Debian         | Sí | No  | ?  | ?  |
| Rune Audio | Servidor web audio     | Linux   | GNU/Arch           | No | No  | ?  | ?  |
| Ubuntu     | Escritorio/Servidor    | Linux   | GNU/Debian         | Sí | Sí  | Sí | Sí |
| Void Linux | Escritorio/Servidor    | Linux   | GNU                | Sí | No  | Sí | Sí |
| Volumio    | Servidor web audio     | Linux   | GNU/Debian         | Sí | No  | ?  | ?  |